# Hitchhiker
Hitchhiker es un álbum de estudio del músico canadiense Neil Young, publicado por la compañía discográfica Reprise Records. el 8 de septiembre de 2017. El álbum fue grabado en un solo día, el 11 de agosto de 1976, en los Indigo Studios de Malibú (California) e incluye canciones posteriormente regrabadas para álbumes como Comes a Time (1978), Rust Never Sleeps (1979) y Hawks & Doves (1980), además de dos temas inéditos hasta la fecha, «Hawaii» y «Give Me Strength».

## Historia
Entre 1975 y 1977, Young y el productor David Briggs realizaron periódicas sesiones de grabación en los Indigo Ranch Studios en noches de luna llena. Estas sesiones tuvieron lugar durante un periodo particularmente productivo en la carrera musical de Young y dieron origen a canciones como «Will to Love» y «Stringman». Briggs comentó sobre la época: «Él venía a mí y decía: "Supón que enciendo la grabadora", y luego salían canciones como "Powderfinger", "Pocahontas" y "Hey Hey, My My (Into the Black)". Dos días, un día. No estoy hablando sobre sentarse a componer con un lápiz y un papel, estoy hablando sobre coger una guitarra, sentarse ahí y mirarme a la cara, y en veinte minutos, "Pocahontas"».
Las canciones de Hitchhiker fueron grabadas en una sola noche con la intención de ser lanzadas en un álbum. En su libro Special Deluxe, Young describió la sesión: «Fue una pieza completa, aunque estaba bastante colgado, y puedes oírme en las grabaciones... Hice todas las canciones en fila, con pausas solo para un cigarro o una cerveza. Briggs estaba en la sala de control, mezclando en directo en su consola favorita». Parte de las canciones aparecieron en álbumes posteriores de Young como American Stars 'N Bars, Decade, Comes a Time, Rust Never Sleeps, Hawks & Doves y Le Noise, en diferentes formas. Hitchhiker también contiene un par de canciones inéditas: "Hawaii" y "Give Me Strength", que Young ha interpretado ocasionalmente en directo.

## Recepción
Tras su publicación, Hitchhiker obtuvo en general buenas críticas por parte de la prensa musical, con una calificación media de 85 sobre 100 en la web Metacritic. Stephen Thomas Erlewine de Allmusic comentó: "En Hitchhiker, Young no está seguro de si ha exorcizado a esos demonios, y ese malestar le da la complejidad suficiente al suave flujo y reflujo del álbum". En su crítica para The A.V. Club, Josh Modell otorgó al álbum una calificación de B+ y lo calificó como un artefacto "fantástico" del fructífero periodo compositivo de Young en la década de 1970. Además, Modell elogió el sonido "desnudo e íntimo" de "Pocahontas" y "Powderfinger" y concluyó: "Si la parte inferior suena así de bien, Young debería seguir adelante". Por otra parte, Sam Sodomsky, colaborador de Pitchfork, comentó: "Young estuvo al borde de una epifanía en el verano de 1976: su pasado, su presente y su futuro conviviendo en un cuerpo de trabajo con el potencial para ser arrancado y reescrito con cualquier visión repentina, cualquier impulso químico. Hermoso, extraño y colgado, Hitchhiker nos deja entrar en una de esas noches".

## Lista de canciones
| N.º | Título                  | Álbum original                | Duración |  |
| 1.  | «Pocahontas»            | Rust Never Sleeps (1979)      | 3:27     |  |
| 2.  | «Powderfinger»          | Rust Never Sleeps (1979)      | 3:22     |  |
| 3.  | «Captain Kennedy»       | Hawks & Doves (1980)          | 2:51     |  |
| 4.  | «Hawái»                 | Inédita                       | 2:38     |  |
| 5.  | «Give Me Strength»      | Inédita                       | 3:40     |  |
| 6.  | «Ride My Llama»         | Rust Never Sleeps (1979)      | 1:50     |  |
| 7.  | «Hitchhiker»            | Le Noise (2010)               | 4:37     |  |
| 8.  | «Campaigner»            | Decade (1977)                 | 4:19     |  |
| 9.  | «Human Highway»         | Comes a Time (1978)           | 3:16     |  |
| 10. | «The Old Country Waltz» | American Stars 'N Bars (1977) | 3:37     |  |

## Posición en listas
| Lista (2017)                        | Posición |
| ----------------------------------- | -------- |
| Alemania (Media Control Charts)     | 8        |
| Australia (ARIA)                    | 22       |
| Austria (Ö3 Austria)                | 9        |
| Bélgica (Ultratop flamenca)         | 9        |
| Bélgica (Ultratop valona)           | 13       |
| Canadá (Billboard Canadian Albums)  | 23       |
| Dinamarca (Hitlisten)               | 26       |
| España (PROMUSICAE)                 | 15       |
| Estados Unidos (Billboard 200)      | 20       |
| Estados Unidos (Top Rock Albums)    | 5        |
| Finlandia (Suomen Virallinen Lista) | 6        |
| Francia (SNEP)                      | 18       |
| Irlanda (IRMA)                      | 7        |
| Italia (FIMI)                       | 31       |
| Noruega (VG-lista)                  | 10       |
| Nueva Zelanda (Recorded Music NZ)   | 18       |
| Países Bajos (Album Top 100)        | 14       |
| Portugal (AFP)                      | 36       |
| Reino Unido (UK Albums Chart)       | 6        |
| Suecia (Sverigetopplistan)          | 7        |
| Suiza (Schweizer Hitparade)         | 13       |